# Santa Marta (Colombia)
Santa Marta is een gemeente en kustplaats in Colombia. Het is de oudste nog bestaande stad in Colombia en is in 1525 gesticht door de Spaanse veroveraar Rodrigo de Bastidas. De stad is de hoofdstad van het departement Magdalena.

## Geschiedenis
De omgeving van Santa Marta was vóór de komst van de Spaanse ontdekkingsreizigers bewoond door indianen van de Tayrona-cultuur.

De stad werd gesticht door de Spaanse veroveraar Rodrigo de Bastidas, die koos voor de plek vanwege zijn natuurlijke schoonheid en een veilige haven. Santa Marta is tegenwoordig een belangrijke havenstad en centrum van toerisme, geschiedenis en cultuur.
Simón Bolívar stierf op 17 december 1830 op de hacienda (boerderij) Quinta de San Pedro Alejandrino aan de rand van Santa Marta.

## Geografie
Santa Marta had 409.480 inwoners in 2008, met een totaal van 435.079 inwoners in de gehele gemeente in een gebied van 2381 km². De gemeente kent grote hoogteverschillen; het laagste punt is de Caribische Zee. Het hoogste punt ligt boven de boomgrens in de Sierra Nevada de Santa Marta.

## Bezienswaardigheden
- De kathedraal, Catedral de Santa Marta, een rijksmonument, is gebouwd in 1766 en was tot 1842 het graf van Simon Bolívar
- La Casa de la Aduana (douanehuis, gebouwd 1730), thans het Tayronamuseum
- Madame Agustin Huis, is een typisch voorbeeld van de koloniale architectuur
- Mamancananatuurgebied, natuurpark en buitensportgebied
- Parque Nacional Tayrona Natural ligt op ongeveer 34 km van Santa Marta.
- Pueblito is een stad ontdekt in het Parque Tayrona Sierra Nevada de Santa Marta.
- Quebrada Valencia, een majestueuze waterval in het midden van het regenwoud.
- Quinta de San Pedro Alejandrino, gebouwd in de jaren 1700, museum en huis van overlijden Simon Bolívar.
- San Fernando, fort dat werd gebouwd door de Spaanse veroveraars om de stad te beschermen tegen piraten.
- Taganga, een vissersdorp dat bekendstaat als een geweldige plek om te duiken; heeft prachtige stranden in de buurt.

## Cultuur
Las Fiestas del Mar is een festival dat ieder jaar gevierd wordt. Het festival heeft als slogan "Santa Marta, La Magia de tenerlo todo" ("Santa Marta, de magie van het hebben van alles").
De stad is de zetel van het rooms-katholieke bisdom Santa Marta.

## Bekende inwoners van Santa Marta

### Geboren
- Eduardo Vilarete (1953), voetballer
- Radamel García (1957-2019), voetballer
- Luis Francisco Pérez (1957), voetballer
- Gilberto García (1959), voetballer
- Alex Valderrama (1960), voetballer
- Carlos Valderrama (1961), voetballer
- Carlos Vives (1961), zanger
- Antony de Ávila (1962), voetballer
- Jorge Bolaño (1977-2025), voetballer
- Aldo Ramírez (1981), voetballer
- Luis Núñez (1983), voetballer
- Johan Vonlanthen (1986), voetballer
- Radamel Falcao (1986), voetballer
- Gilberto García (1987), voetballer